# Concordia de Barcelona

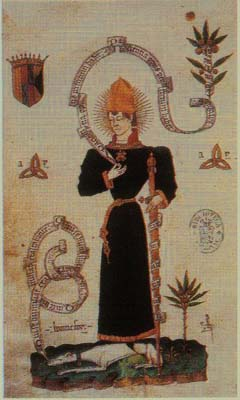
Imagen del príncipe Carlos de Viana de un códice aragonés.

La Concordia de Barcelona fue un acuerdo firmado en Barcelona el 26 de enero de 1460 entre Juan II de Aragón y su hijo el príncipe Carlos de Viana enfrentados en la Guerra Civil de Navarra y mediante el cual padre e hijo se reconciliaron. Sin embargo la reconciliación duró muy poco pues en diciembre el rey Juan II ordenaba la detención de Carlos de Viana acusado de alta traición, lo que provocaría la revolución catalana de 1460-1461.

## Antecedentes
Finalizada la tregua establecida en la Concordia de Valladolid de diciembre de 1453 la facción beaumontesa, que defendía la causa del príncipe Carlos de Viana, volvió a la guerra y el 27 de marzo de 1455 asaltó San Juan de Pie de Puerto. El 4 de agosto tenía lugar una nueva batalla ―la de Torralba― entre agramonteses, partidarios de Juan de Navarra, y beaumonteses. Estas acciones colmaron la paciencia de don Juan quien tomó una decisión de enorme trascendencia: desposeer a Carlos de Viana y a su hermana doña Blanca, que le apoyaba, de sus derechos a la Corona de Navarra para cedérselos a su tercera hija Leonor casada con Gastón IV de Foix.
La respuesta beaumontesa fue seguir defendiendo los derechos de Carlos de Viana a la corona de Navarra, pero los refuerzos del conde de Foix que recibieron los agramonteses resultaron decisivos. El fracaso de los beaumonteses para tomar Tudela convenció a Carlos de Viana de que la mejor forma de hacer valer sus derechos era abandonar Navarra y buscar apoyos en el rey de Francia y sobre todo en su tío el rey de Aragón Alfonso el Magnánimo que había fijado su corte en Nápoles. Antes de su marcha en mayo de 1456 Carlos de Viana confió el mando militar y la gobernación del reino a Juan de Beaumont, quien siguió luchando por la causa vianista y el 16 de marzo de 1457 las Cortes convocadas en Pamplona por él llegaron a proclamar a Carlos de Viana como rey de Navarra, como respuesta a la confirmación hecha dos meses antes por las Cortes fieles a don Juan reunidas en Estella del acuerdo de Barcelona que proclamaba a Leonor como heredera del reino. Pero el impacto de la proclamación de Carlos de Viana como rey de Navarra fue muy reducido porque los castellanos no la apoyaron. El nuevo rey Enrique IV se atuvo a lo establecido en la Concordia de Valladolid y mantuvo la paz con don Juan. E incluso el propio Carlos de Viana, entonces en Nápoles, le recriminó a Juan de Beaumont haber hecho esa proclamación por «haber atajado toda esperanza de remedios de paz» y por haberle expuesto a él «a gran indignación e desdeño de este rey [de Aragón] e señor nuestro tio, en el cual sólo empués Dios restaba nuestro reparo e consuelo».
Efectivamente, Carlos de Viana tras pasar por la corte de Carlos VII de Francia sin obtener el apoyo para su causa, y tras visitar en Roma al papa Calixto III que se declaró neutral, se había dirigido a Nápoles, a donde llegó el 20 de marzo de 1457. Allí el 30 de junio aceptó el arbitraje de Alfonso el Magnánimo para solventar el conflicto con su padre y el rey aragonés envió a Navarra a Lluís Despuig, maestre de la Orden de Montesa, para que su hermano don Juan también lo aceptara como mediador. La embajada de Despuig tuvo éxito y no sólo consiguió que don Juan admitiera el arbitraje del Magnánimo sino que se firmara en marzo de 1458 una tregua de seis meses entre agramonteses y beaumonteses, además de que estos últimos revocaran la proclamación de Carlos de Viana como rey de Navarra. También consiguió que don Juan paralizara el proceso que había iniciado contra su hijo, todo ello a la espera del fallo arbitral del Magnánimo, pero este nunca llegó a producirse pues don Alfonso falleció el 27 de junio de 1458.
Tras la muerte del rey aragonés Carlos de Viana se embarcó para Sicilia a donde llegó el 15 de julio de 1458. Allí logró el apoyo del Parlamento siciliano que acordó requerir a don Juan, nuevo rey de la Corona de Aragón tras la muerte de su hermano con el nombre de Juan II de Aragón, para que en calidad de su «primogénito», es decir, como heredero de la Corona aragonesa, nombrara a Carlos de Viana virrey y lugarteniente general del reino de Sicilia. Pero Juan II no sólo no aceptó la propuesta sino que ordenó a su hijo que regresara. Este obedeció por la promesa que le hizo su padre de «que le quería tratar como a hijo primogénito y sucesor universal suyo» y el 23 de julio de 1459 embarcó en Palermo rumbo a Mallorca a donde llegó el 20 de agosto. Allí esperó la respuesta de Juan II de Aragón a la embajada que le envió en busca de la reconciliación.

## La concordia
En diciembre de 1459 se alcanzó el acuerdo de reconciliación que al ser firmado en Barcelona el 26 de enero de 1460 será conocido como Concordia de Barcelona. Según Jaume Vicens Vives, «se llegó a ella por una serie de claudicaciones en los puntos de vista respectivos». Carlos de Viana se comprometía a devolver a su padre la parte de Navarra que seguía en manos de sus partidarios, y a cambio conseguía el perdón personal y recobrar el principado de Viana, pero se le prohibía residir en Navarra ―y en Sicilia―. Asimismo se acordaba la libertad para los vianistas que estaban encarcelados  ―entre los que destacaba Luis de Beaumont preso desde la Concordia de Valladolid― y la restitución de sus bienes y cargos. Los castillos y plazas fuertes pasarían a ser gobernados por nobles aragoneses o catalanes, no navarros. Del reconocimiento de la «primogenitura» aragonesa ―«que [en la Corona de Aragón] era un cargo público y no un derecho natural derivado del primer nacimiento, aunque uno y otro solían ir vinculados»― nada se decía en la Concordia, aunque Jaume Vicens Vives advierte que «no cabía desde luego buscarla en un texto referente exclusivamente al reino Navarro». Sin embargo, el título de «primogénito de Aragón, de Navarra y de Sicilia» lo venía utilizando Carlos de Viana desde la muerte del rey Alfonso el Magnánimo.
En cuanto a por qué Juan II de Aragón no quiso reconocer al príncipe de Viana como su «primogénito» se ha dicho que es porque prefería al infante Fernando, primer hijo varón nacido de su segundo matrimonio con Juana Enríquez y que estaría influido por esta. Jaume Vicens Vives rechaza esta razón alegando que no existe ninguna prueba documental de ello y lo achaca a un problema político más que a un tema familiar. Reconocerlo como primogénito suponía otorgarle «plenas funciones de gobierno a una persona cuya discrepancia mental con el soberano ―por las razones espirituales y políticas que sean― era tan evidente como para hacer imposible toda tarea mancomunada». Además hay que tener en cuenta la falta de descendencia masculina legítima de don Carlos, a punto de cumplir los cuarenta años de edad. Por su parte Carme Batlle señala tres posibles causas: «podía ser por su temor a perder poder, por desconfiar de su hijo y acaso porque acariciaba la idea de legar la Corona de Aragón al príncipe Fernando».

## Consecuencias
Según José María Lacarra, la concordia «si para don Juan suponía una rectificación de la conducta seguida en los últimos años, para don Carlos y su partido suponía un fracaso total, pues entregaba unas plazas seguras y disolvía un partido sin ninguna oferta razonable por parte de su padre», ya que, en efecto, don Juan envió al valenciano Lluís Despuig, maestre de la Orden de Montesa, para que tomara posesión inmediatamente de las villas y fortalezas que se habían mantenido fieles al príncipe de Viana, empezando por Pamplona que se rindió siguiendo las instrucciones de don Carlos. «El príncipe quedó, pues, totalmente desarmado frente a su padre, y por tanto sin fuerza para poder hacer valer unos derechos que éste le negaba insistentemente», concluye José María Lacarra.
A finales de marzo de 1460 Carlos de Viana abandonó Mallorca en dirección al Principado de Cataluña y el 31 hizo su entrada triunfal en Barcelona. En la misma se utilizó la fórmula de primer fill nat (‘primer hijo nacido’) para no entrar en la vidriosa cuestión de la primogenitura. El 14 de mayo se reunieron padre e hijo en Igualada ―durante el encuentro Juan II de Aragón le dijo a don Carlos: «si me haces hechos de buen hijo, te haré hechos de buen padre»― y al día siguiente hicieron su entrada conjunta en Barcelona acompañados por la reina Juana Enríquez, el infante don Fernando ―que entonces acababa de cumplir los ocho años de edad― y los hijos naturales del rey don Juan, recién nombrado arzobispo de Zaragoza, y don Alfonso. Sin embargo, la reconciliación era solo superficial pues Carlos de Viana al no haber sido reconocida su primogenitura entró en contacto con el rey de Castilla Enrique IV para concertar una alianza con él mediante el matrimonio con su hermana la infanta Isabel, que entonces contaba con nueve años de edad.
En septiembre de 1460 Juan II convocó las Cortes catalanas en Lérida y le pidió a su hijo Carlos de Viana que se reuniera con él en esa localidad para concretar su boda con la princesa Catalina de Portugal y evitar así el matrimonio de don Carlos con la infanta castellana Isabel, proyecto del que el rey Juan II había tenido conocimiento gracias a un emisario de los magnates castellanos que se oponían a Enrique IV ―este emisario también le había transmitido los temores del suegro de Juan II, el almirante de Castilla, de que el príncipe de Viana de acuerdo con el rey castellano quería arrebatarle la Corona aragonesa―. Durante el viaje desde Barcelona don Carlos se encontró con varios emisarios del rey Enrique IV que le comunicaron su conformidad sobre la proyectada alianza contra Juan II de Aragón basada en su matrimonio con la infanta Isabel que el rey castellano deseaba «más que cosa en la vida», y advirtiéndole que su padre jamás daría el consentimiento para el matrimonio «porque lo quería más para el infante [Fernando], su hijo». Al mismo tiempo miembros de su séquito le aseguraban que su padre quería arrebatarle el reino de Navarra para concedérselo a su hermanastro, incluso que intentaba envenenarle y que la mejor opción sería pasar a Castilla para desde allí entablar una guerra y conseguir el reconocimiento de sus derechos a las dos Coronas, la de Navarra y la de Aragón.
Los contactos con los emisarios del rey castellano y lo que se decía en el entorno de Carlos de Viana llegó a conocimiento del rey Juan II. Aunque al principio se negó a creer lo que sus espías le informaban, finalmente tomó una drástica decisión: ordenar la detención de Carlos de Viana, que se llevó a cabo en Lérida el 2 de diciembre de 1460. También fue detenido su principal consejero, el gran prior de Navarra. En la decisión, que Jaume Vicens Vives califica como «insigne torpeza», tuvo un papel determinante la reina Juana Enríquez quien tras suplicarle que lo detuviera le mostró al rey dos supuestas cartas incriminatorias de don Carlos que Juan II no pudo comprobar que eran ciertamente suyas pues en aquel momento estaba casi completamente ciego ―contaba con 62 años de edad y padecía de cataratas, que años más tarde le curaría un cirujano judío ―.